# Île Marchena
L'île Marchena, en espagnol Isla Marchena, aussi appelée île Bindloe, est une île inhabitée d'Équateur située dans l'archipel des Galápagos.
C'est une île d'environ 18 km sur 12, d'aspect désolé, sans eau et qui n'a jamais été occupée. Dans sa partie centrale se trouve le volcan du même nom. Elle ne peut être visitée que par des scientifiques.

## Toponymie
Cette île porte le nom du moine franciscain Antonio de Marchena, du Monastère de La Rábida à Palos de la Frontera, dans la province espagnole de Huelva, qui encouragea Christophe Colomb dans son projet d'expédition maritime autour du monde.
La seconde appellation Bindloe, en l'honneur du capitaine de marine John Bindloe, apparaît en 1687 dans un ouvrage de William Hacke.